# (524179) 2001 FQ185
(524179) 2001 FQ185 est un objet transneptunien de magnitude absolue 7,1 et de diamètre estimé à 170 km. Il est en résonance 1:2 avec Neptune.